# Verein für Bewegungsspiele Oldenburg 2012-2013
Questa voce raccoglie le informazioni riguardanti il Verein für Bewegungsspiele Oldenburg nelle competizioni ufficiali della stagione 2012-2013.

## Stagione
Nella stagione 2012-2013 l'Oldenburg, allenato da Andreas Boll e Alexander Nouri, concluse il campionato di Regionalliga nord al 10º posto.

## Rosa
| N. |                        | Ruolo | Calciatore         |
| -- | ---------------------- | ----- | ------------------ |
| 1  | Afghanistan (bandiera) | P     | Mansur Faqiryar    |
| 4  | Togo (bandiera)        | C     | Claude Videgla     |
| 5  | Germania (bandiera)    | D     | Tim Petersen       |
| 6  | Germania (bandiera)    | D     | Peer Wegener       |
| 7  | Germania (bandiera)    | C     | Christian Thölking |
| 8  | Germania (bandiera)    | C     | Leo Baal           |
| 8  | Germania (bandiera)    | C     | Nick Köster        |
| 9  | Germania (bandiera)    | A     | Kai Pröger         |
| 10 | Turchia (bandiera)     | C     | Ferhat Bıkmaz      |
| 11 | Germania (bandiera)    | A     | Sebastian Ferrulli |
| 14 | Germania (bandiera)    | A     | Julian Lüttmann    |
| 15 | Germania (bandiera)    | D     | Franko Uzelac      |
| 17 | Germania (bandiera)    | C     | Julian Bennert     |

| N. |                     | Ruolo | Calciatore               |
| -- | ------------------- | ----- | ------------------------ |
| 18 | Germania (bandiera) | C     | Flodyn Baloki            |
| 19 | Germania (bandiera) | C     | Mustafa Azadzoy          |
| 19 | Germania (bandiera) | A     | Steven Müller-Rautenberg |
| 20 | Germania (bandiera) | C     | Jascha Stern             |
| 21 | Germania (bandiera) | P     | René Melzer              |
| 21 | Germania (bandiera) | D     | Thorsten Tönnies         |
| 22 | Germania (bandiera) | A     | Niklas Fasshauer         |
| 23 | Germania (bandiera) | D     | Daniel Halke             |
| 27 | Germania (bandiera) | D     | Alexander Dreher         |
| 28 | Senegal (bandiera)  | C     | Mohamed Aidara           |
| 30 | Germania (bandiera) | D     | Alexander Baal           |
| 32 | Germania (bandiera) | A     | Paul van Humbeeck        |
|    | Germania (bandiera) | P     | Adrian Matthäi           |

## Organigramma societario
Area tecnica
- Allenatore: Alexander Nouri
- Allenatore in seconda:
- Preparatore dei portieri:
- Preparatori atletici:
- Analisi video:

## Calciomercato

### Sessione estiva
| Acquisti | Acquisti                 | Acquisti           | Acquisti |
| R.       | Nome                     | da                 | Modalità |
| -------- | ------------------------ | ------------------ | -------- |
| C        | Mohamed Aidara           | Lüneburger         |          |
| D        | Alexander Baal           | Cloppenburg        |          |
| C        | Leo Baal                 | Sportfreunde Lotte |          |
| C        | Daniel Bauer             | Eintracht Treviri  |          |
| C        | Tobias Bauer             | Coblenza           |          |
| C        | Julian Bennert           | Kickers Emden      |          |
| D        | Daniel Halke             | Magdeburgo         |          |
| P        | René Melzer              | Lubecca            |          |
| A        | Steven Müller-Rautenberg | VfL Oldenburg U19  |          |
| D        | Thorsten Tönnies         | Rehden             |          |
| A        | Paul van Humbeeck        | Berliner AK 07     |          |
| C        | Marius Winkelmann        | Lubecca            |          |

| Cessioni | Cessioni               | Cessioni           | Cessioni |
| R.       | Nome                   | a                  | Modalità |
| -------- | ---------------------- | ------------------ | -------- |
| A        | Mehmet Ali Fidan       | Jeddeloh           |          |
| C        | Abdullah Basdas        | SG Aumund-Vegesack |          |
| A        | Dionysios Ipsilos      | Lohne              |          |
| C        | Karim Jahjah           | TSV Grolland       |          |
| C        | Jan Löhmannsröben      | Wacker Nordhausen  |          |
| D        | Nicolas Ludwig         | Jeddeloh           |          |
| A        | Eliel Mulumba          | Borussia Hannover  |          |
| P        | Nils Reinke            | VfL Oldenburg      |          |
| D        | Sebastian Sonnenberger | Kickers Würzburg   |          |

### Sessione invernale
| Acquisti | Acquisti      | Acquisti       | Acquisti |
| R.       | Nome          | da             | Modalità |
| -------- | ------------- | -------------- | -------- |
| C        | Ferhat Bıkmaz | 1. FC Wunstorf |          |

| Cessioni | Cessioni          | Cessioni       | Cessioni |
| R.       | Nome              | a              | Modalità |
| -------- | ----------------- | -------------- | -------- |
| C        | Daniel Bauer      | Hannover 96 II |          |
| C        | Tobias Bauer      | Roßbach/Wied   |          |
| C        | Marius Winkelmann | Rehden         |          |
| C        | Julian Harings    | Jeddeloh       |          |

## Risultati

### Regionalliga

#### Girone di andata
| Arbitro: | Jablonski |

|           |           |             |
| Heyken 9’ | Marcatori | 80’ Bennert |

| Arbitro: | Paltchikov |

|             |           |                  |
| Bennert 28’ | Marcatori | 24’, 76’ Kranich |

| Arbitro: | Helwig |

|               |           |  |
| Vallianos 68’ | Marcatori |  |

| Arbitro: | Pfeifer |

|             |           |              |
| Wegener 64’ | Marcatori | 45’ Boskovic |

| Arbitro: | Binder |

|  |           |                                    |
|  | Marcatori | 15’ Wegener 20’ Lüttmann 29’ Bauer |

| Arbitro: | Schult |

|              |           |  |
| Lüttmann 83’ | Marcatori |  |

| Arbitro: | Heft |

|         |           |                   |
| Holt 9’ | Marcatori | 64’, 84’ Lüttmann |

| Arbitro: | Binder |

|                     |           |  |
| Lüttmann 22’ (rig.) | Marcatori |  |

| Arbitro: | Eichhorst |

|                |           |                        |
| Brown 18’, 43’ | Marcatori | 48’ Bauer 71’ Lüttmann |

| Arbitro: | Brauer |

|             |           |              |
| Videgla 10’ | Marcatori | 86’ Sudbrack |

| Arbitro: | von Glischinski |

|                                             |           |  |
| Webessie 37’ Kasumovic 52’ (rig.) Meyer 63’ | Marcatori |  |

| Arbitro: | Hass |

|  |           |                         |
|  | Marcatori | 53’ Löhden 54’ Gökdəmir |

| Arbitro: | Listner |

|           |           |              |
| Halke 66’ | Marcatori | 67’ Hansmann |

| Arbitro: | Hübner |

|            |           |                            |
| Köster 82’ | Marcatori | 12’ (aut.) Baal 65’ Thomas |

| Arbitro: | Pfeifer |

|                            |           |                                         |
| Krohne 24’ Wernke 55’, 63’ | Marcatori | 10’ Videgla 68’ van Humbeeck 83’ Aidara |

| Arbitro: | Wijnen |

|                             |           |                             |
| Wegner 21’ Kroos 73’ (rig.) | Marcatori | 13’, 16’ Lüttmann 26’ Bauer |

| Arbitro: | Schult |

|              |           |                  |
| Lüttmann 86’ | Marcatori | 15’ Papaeftimiou |

#### Girone di ritorno
| Arbitro: | Martin |

|  |           |            |
|  | Marcatori | 57’ Storey |

| Arbitro: | Wenzel |

|                              |           |                                 |
| Pini 45’ (rig.) Schlüter 52’ | Marcatori | 8’ Pröger 14’, 71’ van Humbeeck |

| Oldenburg 3 febbraio 2013, ore 14:00 CET 20ª giornata | Oldenburg | – annullata referto | Lubecca | Marschweg-Stadion |

| Arbitro: | Eichhorst |

|           |           |  |
| Erkic 71’ | Marcatori |  |

| Arbitro: | Hass |

|                                    |           |            |
| Lüttmann 12’, 16’, 42’, 46’ (rig.) | Marcatori | 50’ Schulz |

| Arbitro: | Jablonski |

|            |           |                  |
| Sykora 86’ | Marcatori | 31’ van Humbeeck |

| Arbitro: | Schröder |

|            |           |             |
| Pröger 35’ | Marcatori | 75’ Hartwig |

| Arbitro: | Neitzel-Petersen |

|                    |           |             |
| Laabs 41’ Ayık 51’ | Marcatori | 89’ Bennert |

| Arbitro: | Sönder |

|  |           |            |
|  | Marcatori | 63’ Kelbel |

| Arbitro: | Listner |

|                              |           |                                   |
| Wegener 17’ (aut.) Hoose 25’ | Marcatori | 40’ Halke 43’ Thölking 45’ Pröger |

| Oldenburg 7 aprile 2013, ore 15:00 CEST 28ª giornata | Oldenburg | 0 – 0 referto | Weiche Flensburgo | Marschweg-Stadion (923 spett.)\| Arbitro: \| Ehlers \| |
| Arbitro:                                             | Ehlers    |               |                   |                                                        |

| Arbitro: | Wenzel |

|                            |           |  |
| Aycicek 26’ Fuchs 52’, 61’ | Marcatori |  |

| Arbitro: | Paltchikov |

|                       |           |  |
| Posipal 25’ Tayar 27’ | Marcatori |  |

| Arbitro: | Pfeifer |

|            |           |  |
| Thomas 76’ | Marcatori |  |

| Arbitro: | Wijnen |

|                        |           |                 |
| Wegener 31’ Pröger 53’ | Marcatori | 16’, 54’ Wernke |

| Arbitro: | Müller |

|             |           |                                    |
| Wegener 30’ | Marcatori | 11’ Stallbaum 37’ Busch 90’ Wegner |

| Arbitro: | Listner |

|            |           |                           |
| Kremer 45’ | Marcatori | 47’ Thölking 75’ Lüttmann |

## Statistiche

### Statistiche di squadra
| Competizione      | Punti | In casa | In casa | In casa | In casa | In casa | In casa | In trasferta | In trasferta | In trasferta | In trasferta | In trasferta | In trasferta | Totale | Totale | Totale | Totale | Totale | Totale | DR |
| Competizione      | Punti | G       | V       | N       | P       | Gf      | Gs      | G            | V            | N            | P            | Gf           | Gs           | G      | V      | N      | P      | Gf     | Gs     | DR |
| ----------------- | ----- | ------- | ------- | ------- | ------- | ------- | ------- | ------------ | ------------ | ------------ | ------------ | ------------ | ------------ | ------ | ------ | ------ | ------ | ------ | ------ | -- |
| Regionalliga nord | 35    | 15      | 2       | 7       | 6       | 15      | 19      | 15           | 6            | 4            | 5            | 23           | 25           | 30     | 8      | 11     | 11     | 38     | 44     | -6 |
| Totale            | 35    | 15      | 2       | 7       | 6       | 15      | 19      | 15           | 6            | 4            | 5            | 23           | 25           | 30     | 8      | 11     | 11     | 38     | 44     | -6 |

### Andamento in campionato
| Giornata  | 1 | 2 | 3  | 4  | 5 | 6 | 7 | 8 | 9 | 10 | 11 | 12 | 13 | 14 | 15 | 16 | 17 | 18 | 19 | 20 | 21 | 22 | 23 | 24 | 25 | 26 | 27 | 28 | 29 | 30 | 31 | 32 | 33 | 34 |
| --------- | - | - | -- | -- | - | - | - | - | - | -- | -- | -- | -- | -- | -- | -- | -- | -- | -- | -- | -- | -- | -- | -- | -- | -- | -- | -- | -- | -- | -- | -- | -- | -- |
| Luogo     | T | C | T  | C  | T | C | T | C | T | C  | T  | C  | C  | C  | T  | T  | C  | C  | T  | C  | T  | C  | T  | C  | T  | C  | T  | C  | T  | T  | T  | C  | C  | T  |
| Risultato | N | P |    | N  | V | V | V |   | N | N  | P  | P  | N  | P  | N  | V  | N  | P  | V  |    | P  | V  | N  | N  |    | P  | V  | N  | P  | P  | P  | N  | P  | V  |
| Posizione | 7 | 9 | 12 | 13 | 7 | 5 | 5 | 7 | 7 | 7  | 7  | 8  | 8  | 10 | 10 | 8  | 10 | 10 | 7  | 7  | 9  | 7  | 7  | 7  | 8  | 9  | 7  | 8  | 8  | 8  | 11 | 11 | 11 | 10 |

Legenda:

Luogo: C = Casa; T = Trasferta. Risultato: V = Vittoria; N = Pareggio; P = Sconfitta.

### Statistiche dei giocatori
| M. Aidara            | 31 | 1  | 1 | 0 |
| M. Azadzoy           | 4  | 0  | 1 | 0 |
| A. Baal              | 24 | 0  | 1 | 0 |
| L. Baal              | 27 | 0  | 0 | 0 |
| F. Baloki            | 2  | 0  | 0 | 0 |
| D. Bauer             | 16 | 2  | 3 | 2 |
| T. Bauer             | 14 | 1  | 2 | 0 |
| J. Bennert           | 29 | 3  | 0 | 0 |
| F. Bıkmaz            | 3  | 0  | 1 | 0 |
| A. Dreher            | 6  | 0  | 2 | 0 |
| M. Faqiryar          | 30 | 0  | 1 | 1 |
| N. Fasshauer         | 0  | 0  | 0 | 0 |
| S. Ferrulli          | 2  | 0  | 0 | 0 |
| D. Halke             | 28 | 2  | 5 | 2 |
| J. Harings           | 2  | 0  | 1 | 0 |
| N. Köster            | 18 | 1  | 2 | 0 |
| J. Lüttmann          | 30 | 14 | 5 | 0 |
| A. Matthäi           | 2  | 0  | 0 | 0 |
| R. Melzer            | 2  | 0  | 0 | 0 |
| S. Müller-Rautenberg | 0  | 0  | 0 | 0 |
| T. Petersen          | 23 | 0  | 2 | 0 |
| K. Pröger            | 15 | 4  | 2 | 0 |
| J. Stern             | 13 | 0  | 0 | 0 |
| C. Thölking          | 26 | 2  | 4 | 0 |
| T. Tönnies           | 33 | 0  | 4 | 0 |
| F. Uzelac            | 2  | 0  | 0 | 0 |
| C. Videgla           | 19 | 2  | 2 | 2 |
| P. Wegener           | 26 | 4  | 0 | 1 |
| M. Winkelmann        | 8  | 0  | 0 | 0 |
| P. van Humbeeck      | 24 | 4  | 2 | 1 |